# 土生みさお
土生 みさお（はぶ みさお）は日本の津軽三味線奏者。

## 人物
5歳より津軽三味線、民謡を習い始める。7歳より津軽三味線を五錦流家元 五錦竜二に師事し、8歳より唄を錦美会 佐藤美恵子に師事。その後津軽三味線をメインに活動を展開。
大学卒業後にレコード会社ポリスターに入社。古典芸能とは異なるレコード制作に携わる。当時の人気アイドルグループWinkの担当スタッフとして、国内外を飛び回る生活を送る。退社後はフリーとなり、元TV番組プロデューサーや映像クリエーターとのコラボレーションに参加、子供向けPCソフトの企画・制作などを手がける。
1991年、NHK邦楽オーディションに合格。
1994年、雑誌『みんよう春秋』Vol.96 の表紙の人となる。
1995年、NHK邦楽技能者育成会40期卒業。「阪神淡路大震災のチャリティーショー」の主催や、数々の公演会出演など、精力的に演奏活動を行う。
1997年にはインド独立50周年記念式典に『日印文化交流大使』として、ニューデリーやカルカッタ、ムンバイなど、インド国内各地で公演。
他ジャンルとのコラボレートにも積極的で、珍しいものではももいろクローバーZのライブ「ももクロ夏のバカ騒ぎ2014 日産スタジアム大会〜桃神祭〜」にも三味線奏者として参加。

## 賞歴
- 2010年 第4回 津軽三味線日本一決定戦津軽三味線全国協議会 日本一の部 準優勝
- 2012年 全国津軽三味線コンクール大阪大会大賞の部 優勝
- 2013年 第16回 津軽三味線コンクール全国大会((財)日本民謡協会 主催)独奏＜一般の部＞ 優勝
- 2013年 第7回  軽三味線日本一決定戦津軽三味線全国協議会 日本一の部で女性初日本一を受賞